# Baldassare Ferri

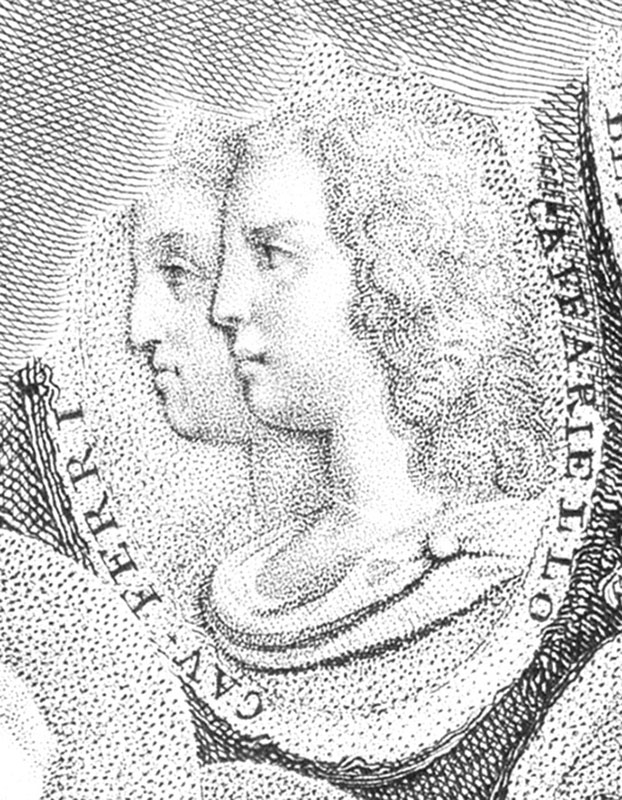
Retrato de Baldassarre Ferri

Baldassare o Baldassarre Ferri (Perugia, 1610- Perugia, 18 de diciembre de 1680) fue un cantante italiano, el primer gran divo entre los castrati. Los testimonios de la época hablan de una voz que unía dulzura y fuerza, claridad y gran extensión, agilidad y perfecta homogeneidad, un registro agudo limpio y poderoso, además de ser un cantante sumamente expresivo.
Ferri tenía como peculiaridad un manejo supremo del fiato y una respiración inaudible, así podía iniciar sin ningún esfuerzo aparente una frase con el mismo fiato apenas había terminado un pasaje dificilísimo. Alto, bello, con modales gentiles y con un elegante gusto en el vestir.

## Sus inicios
Ferri nació en Perugia, Italia en 1610. A la edad de 11 años entró a Orvieto al servicio del cardenal Crescenzi. Apenas el cardenal oyó su voz se dio cuenta de las infinitas posibilidades que ésta tenía y lo puso bajo su protección, convirtiéndose así en su benefactor. Fue llevado a Roma donde comenzó rigurosos estudios de canto con el maestro de la Capilla de San Pedro, Ugolini. Tras 4 años de intensos estudios, la voz y técnica del cantante estaban completamente pulidas. Permaneció en Roma hasta 1625 cuando inició su carrera teatral con un éxito espectacular.
Se trasladó luego a Florencia, donde comenzó su fama de sex-symbol inaudita para la época, así a 4 kilómetros de llegar a la ciudad una turba compuesta únicamente de mujeres fue al encuentro de su carruaje, lo hicieron descender y llevaron en sus hombros hasta la ciudad misma. En Florencia tuvo la oportunidad de exhibirse en una ópera de Claudio Monteverdi. Se trasladó luego a Venecia donde recibió la orden de Caballero de San Marcos como reconocimiento por su aporte musical.
Su benefactor el cardenal Crescenzi lo cedió luego al príncipe Ladislao de Polonia que lo llevó consigo a Varsovia donde fue recibido casi como un regalo Papal.

## En la corte de Polonia
En Polonia trabajó para 3 reyes consecutivos entre 1625 y 1645: Ladislao VII, Segismundo III y Juan Casimiro. En 1645 la reina Cristina de Suecia lo requirió para una serie de conciertos vocales en su corte. En esa época Suecia y Polonia se hallaban en guerra, tanta era la fama e importancia de Ferri que se ordenó una tregua en las hostilidades y el castrati pudo viajar a la corte de la Reina Cristina, actuar durante dos semanas, regresar a Varsovia, luego de lo cual se reanudaron las hostilidades.

## La Reina Cristina y su triunfo por Europa
En 1645 Ferri termina sus servicios para la corte polaca y viaja a Suecia nuevamente donde la reina Cristina, famosa por su admiración y entusiasmo desmedido por castrados y sopranistas, quizá debido a su ambigüedad sexual. Ferri actuó luego en todas las grandes cortes europeas consiguiendo siempre éxitos rotundos, sumas de dinero altísimas y condecoraciones. Como característica de sus presentaciones hay que decir que fueron siempre “privadas” es decir, dentro de una corte o un teatro construido dentro de un palacio y para un número reducido de cortesanos y monarcas y no en teatros públicos como lo hiciera en los inicios de sus éxitos en Florencia y Venecia.
En 1669 viajó a Londres donde la recepción por parte del género femenino fue tumultuosa. Se cuenta que tras la representación de la opera en la cual cantaba el personaje de Zefiro, una mujer enmascarada le regaló un anillo incrustado en una gran variedad de piedras preciosas.

## Su voz y sus últimos años
El connotado musicólogo Giovanni Andrea Angelici-Bontempi que se encargó de su biografía escribe sobre su voz: “No es posible hacerse siquiera una idea de la limpieza de su voz, de su agilidad y de la facilidad milagrosa al ejecutar los pasajes más difíciles. La justeza perfecta de la afinación, la vivacidad brillante del trino y su respiración inaudible”.  “Se lo oía afrontar los pasajes más rápidos y difíciles con todos los claroscuros de crescendos y diminuendos luego de lo cual ejecutar un trino interminable todo en el mismo fiato. Salir y descender tras este trino por todos los grados de la escala cromática en un espacio de 2 octavas y siempre con una seguridad perfecta, todo esto no era más que un juego para él, y los músculos del rostro no indicaban la más mínima contracción”.
Luego de Londres viajó a Estocolmo donde fue recibido con gran entusiasmo. 
Entre 1645 y 1665 trabajo para el Emperador Leopoldo I de Austria quien lo tenía en gran estima y poseía en su colección de pinturas un retrato del cantante con la inscripción “Baldassarre Ferri, Rey de los Músicos”. Permaneció 20 años en la corte de Viena luego de lo cual se retiró inmensamente rico a su ciudad natal a la edad de 55 años, donde falleció el 18 de diciembre de 1680 dejando bienes calculados en 600.000 escudos de oro a una institución de caridad para perpetuar su nombre.
- Datos: Q804749
- Multimedia: Baldassare Ferri / Q804749